# Luik-Bastenaken-Luik 2011

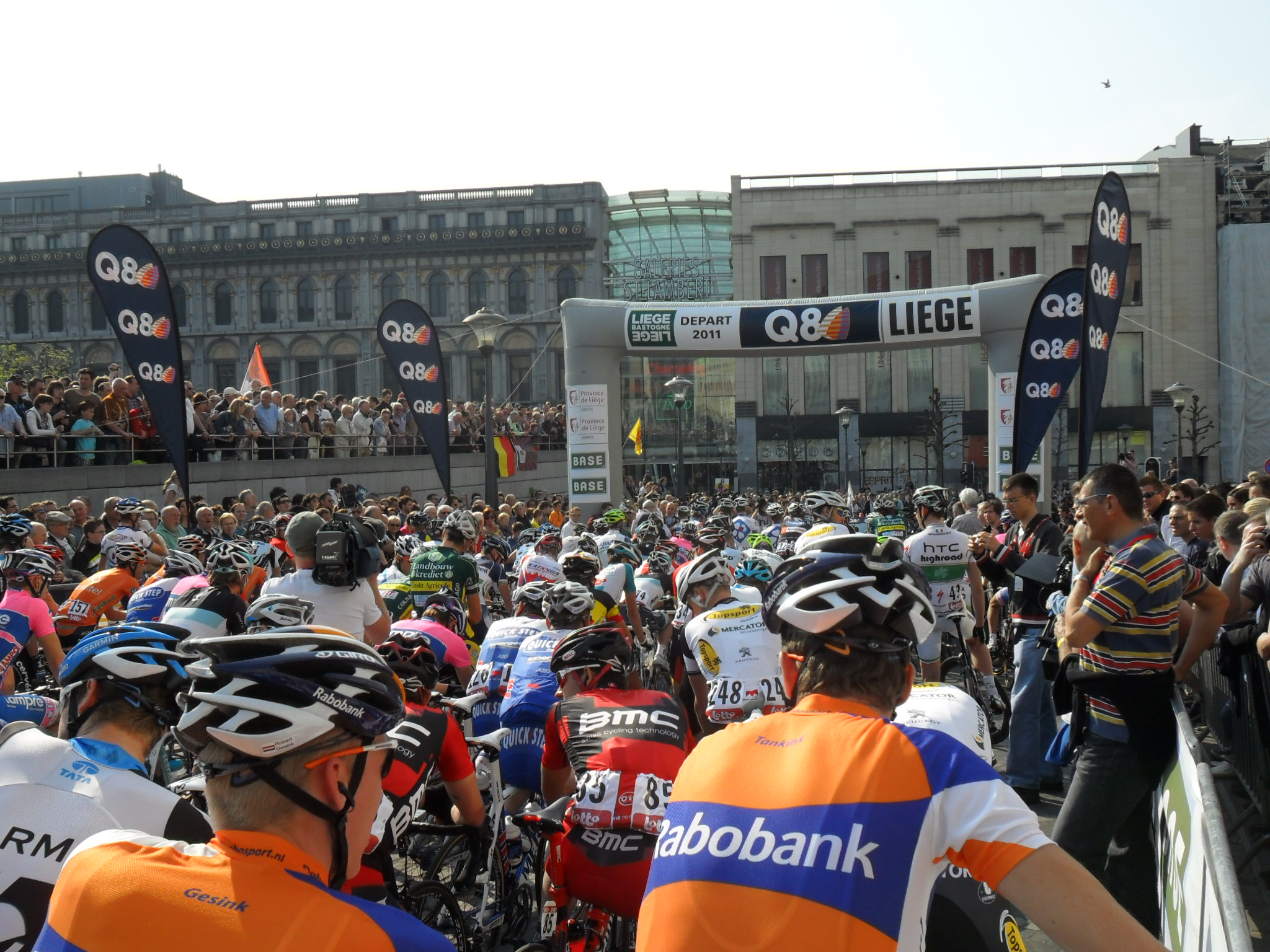
de renners aan de start op de Place Saint-Lambert

De 97e editie van de Luik-Bastenaken-Luik werd op zondag 24 april 2011 verreden over een afstand van 257,5 km. Deze editie behoorde tot de UCI World Tour.

## Deelnemende ploegen
Er namen 25 teams deel aan deze editie.
| 18 UCI World Tour-ploegen | 18 UCI World Tour-ploegen | 18 UCI World Tour-ploegen | 7 wildcards                  |
| ------------------------- | ------------------------- | ------------------------- | ---------------------------- |
| AG2R-La Mondiale          | Team Katjoesja            | Quick Step                | Skil-Shimano                 |
| Pro Team Astana           | Lampre-ISD                | Rabobank                  | Topsport Vlaanderen-Mercator |
| BMC Racing Team           | Team Leopard-Trek         | Team RadioShack           | Landbouwkrediet              |
| Euskaltel-Euskadi         | Liquigas-Cannondale       | Saxo Bank-Sungard         | Verandas Willems-Accent      |
| Team Garmin-Cervélo       | Team Movistar             | Sky ProCycling            | Française des Jeux           |
| Team HTC-High Road        | Omega Pharma-Lotto        | Vacansoleil-DCM           | Cofidis, le crédit en ligne  |
|                           |                           |                           | Saur-Sojasun                 |

## Wedstrijdverloop
Reeds vroeg in de koers gingen 10 renners aan de haal.
Omega Pharma-Lotto liet niet begaan en het verschil bleef rond de drie minuten draaien. De kopgroep viel langzaam uiteen op het drieluik Wanne-Stockeu-Côte de la Haute-Levée. Na de Col du Rosier, op 60 km van de finish, kwam een groepje met onder anderen Greg Van Avermaet, Laurens ten Dam en Dario Cataldo aansluiten bij de overblijvers.
Onder impuls van Omega Pharma-Lotto en Team Leopard-Trek bleef het peloton binnen een minuut van de koplopers. Toen die weer even verder uitliepen, liet het peloton niet meer begaan. Op La Redoute was het verschil nog één minuut. De finale kon beginnen.
Andy Schleck, Fränk Schleck, Philippe Gilbert, Robert Gesink, Aleksandr Kolobnev en Igor Antón rukten zich los van het peloton en gingen de vluchters een voor een voorbij. Op de Roche-aux-Faucons plaatste Andy Schleck weer een versnelling. Enkel zijn broer Fränk en Gilbert volgden. Van de overgebleven vluchters kon enkel Greg Van Avermaet een tijdje mee,
maar moest lossen op de laatste helling, de Côte de Saint-Nicolas. Gilbert probeerde weg te rijden, maar Fränk Schleck loste zijn wiel niet, even later gevolgd door Andy.
In de spurt stond er op Gilbert weer geen maat en hij won gemakkelijk voor de beide Schlecks.

## Uitslag
| Luik-Bastenaken-Luik 2011 (258 km) |                      |                     |          |
| Plaats                             | Naam                 | Ploeg               | Tijd     |
| Winnaar                            | Philippe Gilbert     | Omega Pharma-Lotto  | 6u13'18" |
| 2                                  | Fränk Schleck        | Team Leopard-Trek   | z.t.     |
| 3                                  | Andy Schleck         | Team Leopard-Trek   | z.t.     |
| 4                                  | Roman Kreuziger      | Pro Team Astana     | + 24"    |
| 5                                  | Rigoberto Urán       | Sky ProCycling      | z.t.     |
| 6                                  | Chris Anker Sørensen | Saxo Bank-Sungard   | z.t.     |
| 7                                  | Greg Van Avermaet    | BMC Racing Team     | + 27"    |
| 8                                  | Vincenzo Nibali      | Liquigas-Cannondale | + 29"    |
| 9                                  | Björn Leukemans      | Vacansoleil-DCM     | + 39"    |
| 10                                 | Samuel Sánchez       | Euskaltel-Euskadi   | z.t.     |
| 11                                 | Alexandr Kolobnev    | Team Katjoesja      | + 43"    |
| 12                                 | Simon Gerrans        | Sky ProCycling      | z.t.     |
| 13                                 | Paul Martens         | Rabobank            | z.t.     |
| 14                                 | Igor Antón           | Euskaltel-Euskadi   | z.t.     |
| 15                                 | Óscar Freire         | Rabobank            | z.t.     |
| 16                                 | Damiano Cunego       | Lampre-ISD          | z.t.     |
| 17                                 | Jelle Vanendert      | Omega Pharma-Lotto  | + 47"    |
| 18                                 | Tejay van Garderen   | Team HTC-High Road  | + 53"    |
| 19                                 | Kristof Vandewalle   | Quick Step          | + 57"    |
| 20                                 | Jérôme Pineau        | Quick Step          | + 58"    |

1892 · 1893 · 1894 · 1895-1907 · 1908 · 1909 · 1910 · 1911 · 1912 · 1913 · 1914-1918 · 1919 · 1920 · 1921 · 1922 · 1923 · 1924 · 1925 · 1926 · 1927 · 1928 · 1929 · 1930 · 1931 · 1932 · 1933 · 1934 · 1935 · 1936 · 1937 · 1938 · 1939 · 1940-1942 · 1943 · 1944 · 1945 · 1946 · 1947 · 1948 · 1949 · 1950 · 1951 · 1952 · 1953 · 1954 · 1955 · 1956 · 1957 · 1958 · 1959 · 1960 · 1961 · 1962 · 1963 · 1964 · 1965 · 1966 · 1967 · 1968 · 1969 · 1970 · 1971 · 1972 · 1973 · 1974 · 1975 · 1976 · 1977 · 1978 · 1979 · 1980 · 1981 · 1982 · 1983 · 1984 · 1985 · 1986 · 1987 · 1988 · 1989 · 1990 · 1991 · 1992 · 1993 · 1994 · 1995 · 1996 · 1997 · 1998 · 1999 · 2000 · 2001 · 2002 · 2003 · 2004 · 2005 · 2006 · 2007 · 2008 · 2009 · 2010 · 2011 · 2012 · 2013 · 2014 · 2015 · 2016 · 2017 · 2018 · 2019 · 2020 · 2021 · 2022 · 2023 · 2024 · 2025
 Tour Down Under · 
 Parijs-Nice · 
 Tirreno-Adriatico · 
 Milaan-San Remo · 
 Ronde van Catalonië · 
 Gent-Wevelgem · 
 Ronde van Vlaanderen · 
 Ronde van het Baskenland · 
 Parijs-Roubaix · 
 Amstel Gold Race · 
 Waalse Pijl · 
 Luik-Bastenaken-Luik · 
 Ronde van Romandië · 
 Ronde van Italië · 
 Critérium du Dauphiné · 
 Ronde van Zwitserland · 
 Ronde van Frankrijk · 
 Clásica San Sebastián · 
 Ronde van Polen · 
  Eneco Tour · 
 Ronde van Spanje · 
 Vattenfall Cyclassics · 
 GP Ouest France-Plouay · 
 Grote Prijs van Quebec · 
 Grote Prijs van Montreal · 
 Ronde van Peking · 
 Ronde van Lombardije